# Библиобурро

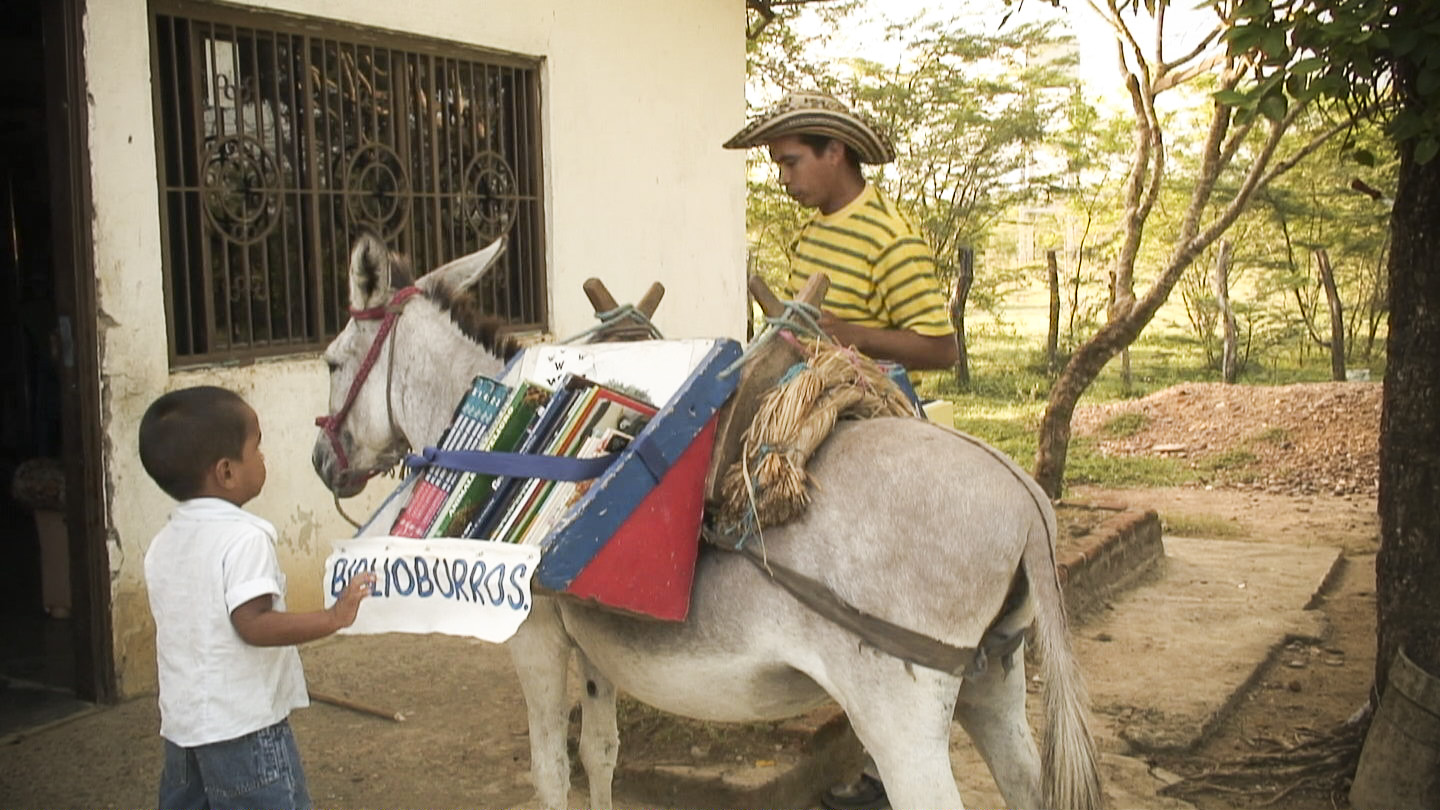
Луис Сорьяно (в центре) с одним из своих бурро

Библиобурро — передвижная библиотека, перевозимая на двух ослах, Альфа и Бето. Программа была запущена в Ла-Глория, Колумбия Луисом Сорьяно.
Библиобурро сотрудничает с центральными муниципалитетами департамента Магдалена (Колумбия), расположенными на берегу Карибского моря.

## История
Сам Сорьяно с детских лет зачитывался книгами, впоследствии он получил ученую степень по испанской литературе. Работая преподавателем в начальной сельской школе он проникся идеей нести людям добро, научить их преодолевать жизненные невзгоды.
Начиная с конца 1990-х годов, Сорьяно путешествовал по карибскому побережью Колумбии с небольшой книжной коллекцией, насчитывающей 70 книг.
Однажды услышав по радио новеллу колумбийского журналиста и писателя Хуана Госсаина «Баллада Марии Абдала», попросил прислать ему эту книгу для распространения через Библиобурро. В ответ в 2008 году Сорьяно получил огромный дар от радиослушателей: более 4800 разных книг.
Проект Сорьяно получает финансовую помощь от книжного магазина в Санта-Марте.
Самыми популярными считаются приключенческие книги, энциклопедии, романы, медицинские книги.